# Niesha Burgher
Niesha Burgher (* 8. August 2002 in Portmore) ist eine jamaikanische Leichtathletin, welche sich auf den Sprint spezialisiert hat.

## Sportliche Laufbahn
Erste internationale Erfahrungen sammelte Niesha Burgher, die in den Vereinigten Staaten an der University of Texas at El Paso studiert, bei den U23-NACAC-Meisterschaften 2023 in San José, bei denen sie in 23,98 s den sechsten Platz im 200-Meter-Lauf belegte und mit der jamaikanischen 4-mal-100-Meter-Staffel in 43,80 s die Silbermedaille hinter dem US-amerikanischen Team gewann. Im Jahr darauf nahm sie über 200 Meter an den Olympischen Sommerspielen in Paris teil und schied dort mit 22,64 s im Halbfinale aus.

## Persönliche Bestleistungen
- 100 Meter: 11,06 s (+0,6 m/s), 12. Mai 2024 in El Paso
  - 60 Meter (Halle): 7,31 s, 21. Januar 2023 in Albuquerque
- 200 Meter: 22,39 s (+1,6 m/s), 30. Juni 2024 in Kingston
  - 200 Meter (Halle): 22,90 s, 10. Februar 2024 in Lubbock